# Biota (Aragó)
Biota és un municipi d'Aragó situat a la província de Saragossa i enquadrat a la comarca de Las Cinco Villas. Està situada al costat del riu Arba. Des de 1169 fou possessió dels Urrea, comtes d'Aranda i vescomtes de Biota, que tenien un palau a la població. El 1772 els Urrea van vendre el palau i el títol de vescomtes de Biota a Matías Landábaru i el 1995 l'ajuntament va adquirir el palau dels comtes per un preu simbòlic.